# ČSAD MHD Kladno

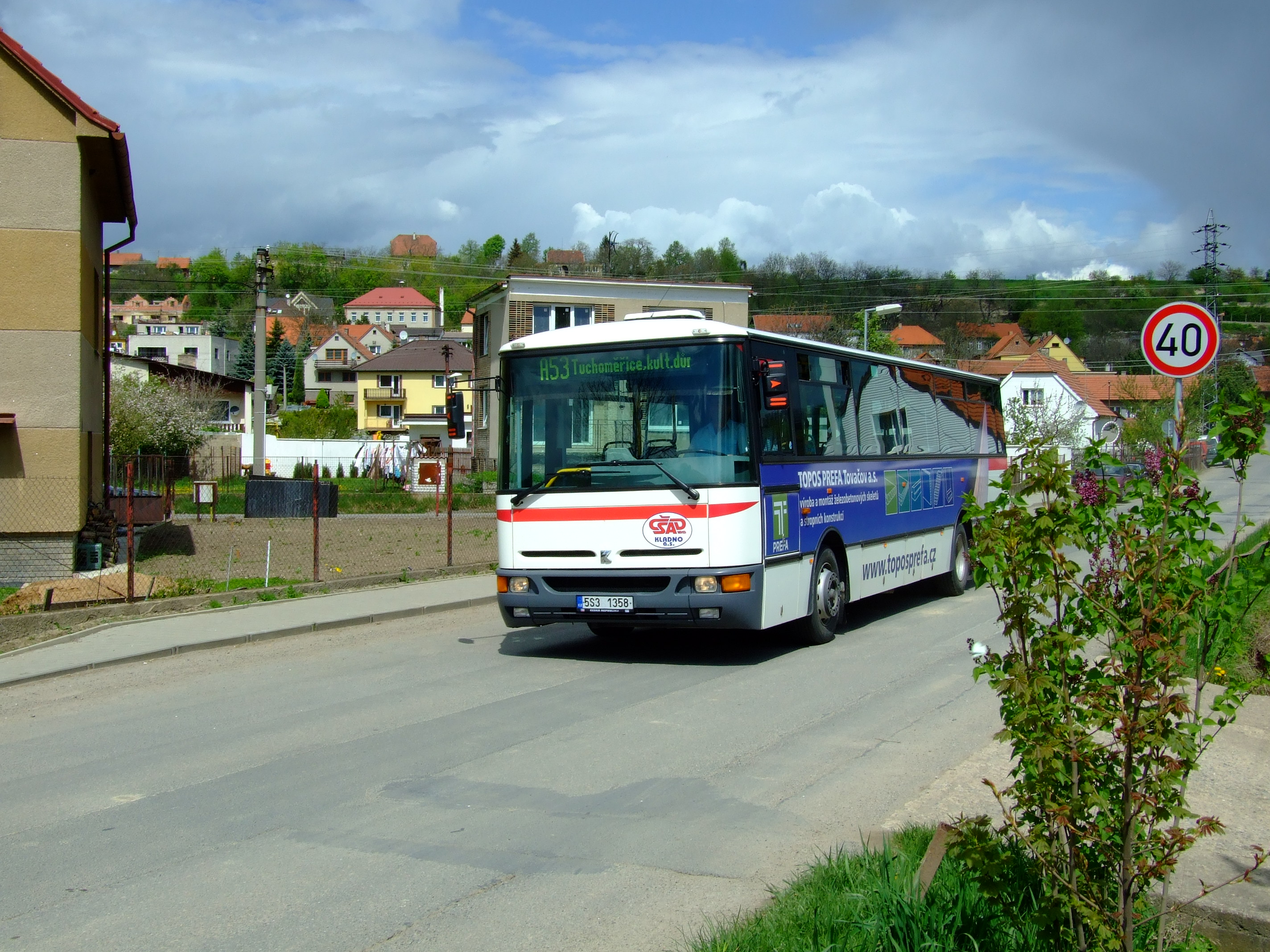
Autobus ČSAD MHD Kladno Karosa B 952E na lince SID A53 v Tuchoměřicích

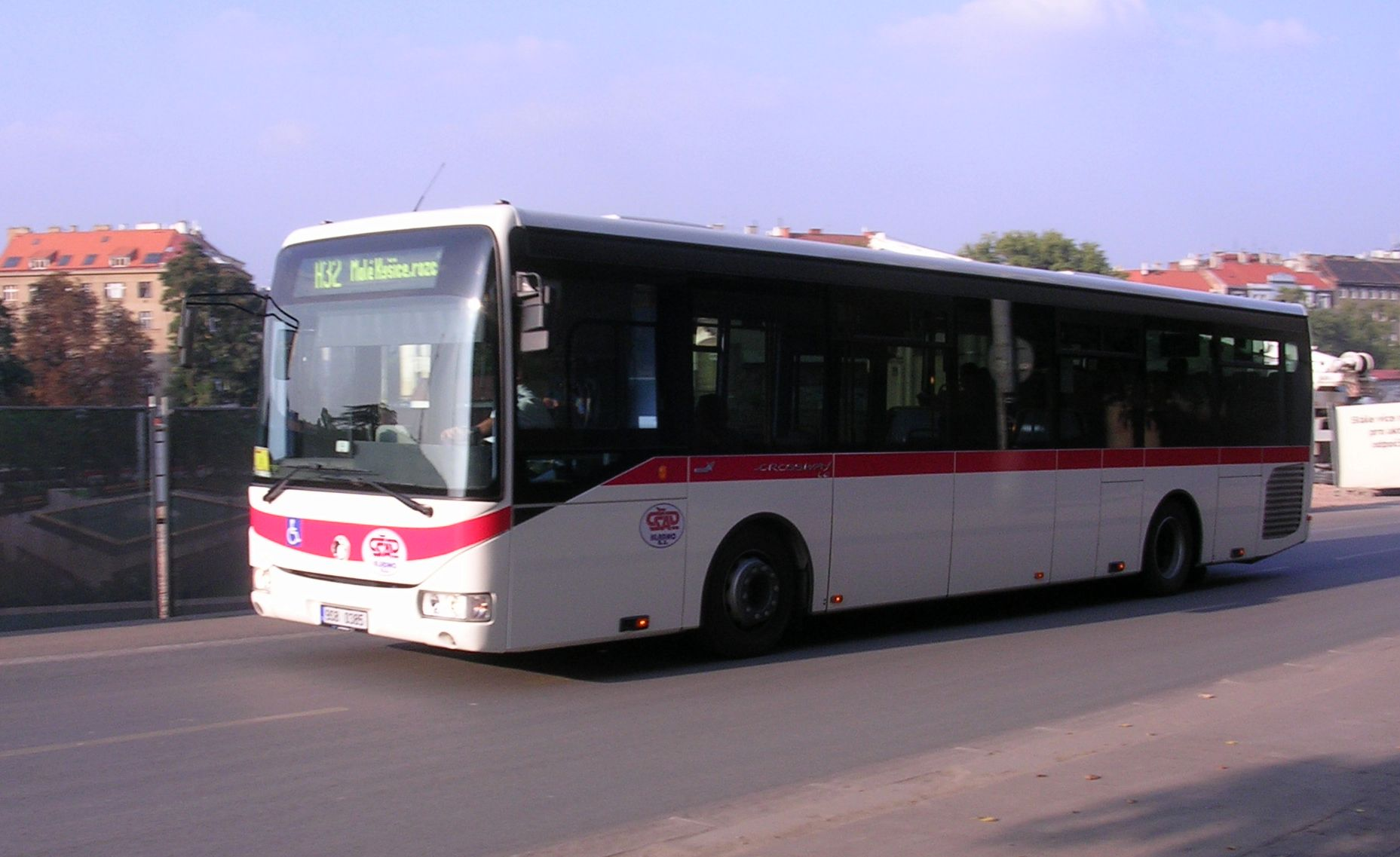
Autobus ČSAD MHD Kladno Irisbus Crossway LE na lince SID č. A32 v ulici Milady Horákové v Praze

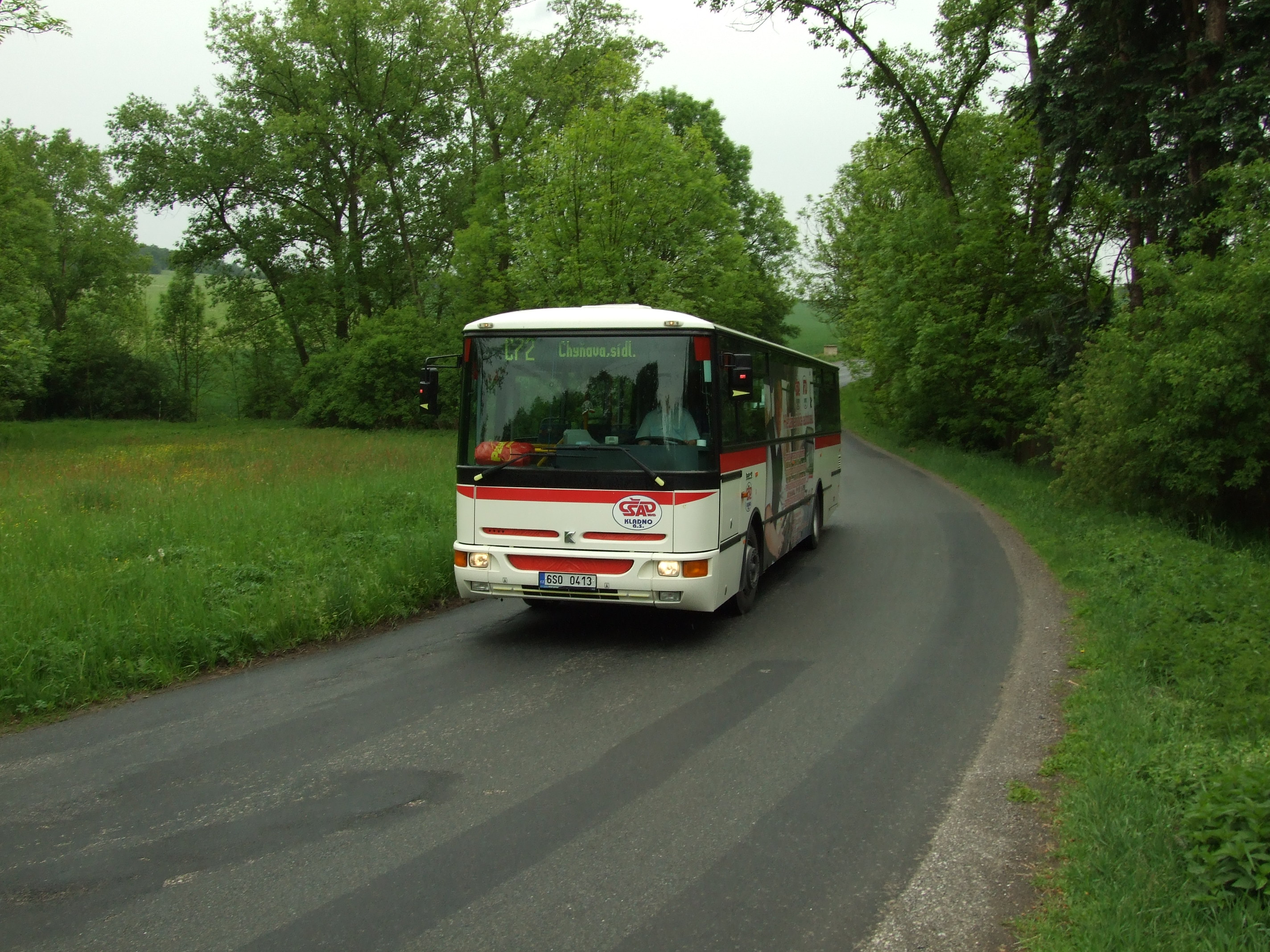
Autobus ČSAD MHD Kladno Karosa B 952E projíždějící most přes Přílepský potok nedaleko obcí Železná a Malé Přílepy

ČSAD MHD Kladno a.s. (označovaná též zkráceně názvem své předchůdkyně ČSAD Kladno) je dopravní společnost provozující autobusovou dopravu, reklamní činnost a marketing, pronájem a půjčování věcí movitých a cestovní agenturu, se sídlem v Kladně - Kročehlavech v ulici Železničářů 885, která je dominantním regionálním autobusovým dopravcem na Kladensku a v severozápadním okolí Prahy. Vlastníkem byla REGA Přerov a.s., kterou majetkově ovládá Milan Janout. V říjnu 2016 se vlastníkem stala společnost Arriva Transport Česká republika a.s.

## Historie
Za socialismu byla kladenská provozovna ČSAD součástí ČSAD KNV Praha, dopravního závodu 106 - Kladno. Do něj byl 1. července 1963 začleněn i kladenský městský dopravní podnik který provozoval kladenskou MHD od 9. září 1953. Tím odpadla nutnost výstavby chystaného nového areálu dopravního podniku.
Od privatizace v roce 1994 do 31. března 2005 společnost fungovala pod názvem ČSAD Kladno a.s. V květnu 2002 změnila v obchodním rejstříku typografii zapsaného názvu na velká písmena, tedy ČSAD KLADNO a.s.
1. dubna 2005 se rozdělila na společnosti ČSAD MHD Kladno a. s., ČSAD BUS Kladno a. s., KD SERVIS a. s. a Kladenský FINREAL a. s., přičemž autobusovou dopravou se zabývaly první dvě ze jmenovaných, mezi něž byly rozděleny stávající linky. Od 1. srpna 2006 byly linky 220047 (A47), 220055 (A55), 220056 (A56) a 220057 (A57) převedeny na ČSAD MHD Kladno, k 1. říjnu 2006 pak byly převedeny i zbylé linky. ČSAD BUS Kladno a. s. pak byla 1. října 2006 sloučena s ČSAD MHD Kladno a. s., čímž zanikla. Dispečink má však linky rozdělené do dvou skupin, v první skupině jsou linky MHD Kladno a většina linek SID (včetně dvou linek do Prahy), ve druhé skupině linky PID, další 4 z linek SID do Prahy a smluvní doprava.
Jediným akcionářem byla podle obchodního rejstříku od 31. března 2005 do 12. února 2010 a poté znovu od 20. června 2011 REGA Přerov a.s. Společnost REGA Přerov v roce 2011 91% podílem ovládal Milan Janout, zbylých 9 % vlastnil února 2011 Vladimír Sládeček. REGA Přerov vlastní též společnosti Gala, Eng.Morava, Slovrega, Fispol či kladenský KD Servis.
14. října 2016 bylo oznámeno a k 22. říjnu 2016 zapsáno do obchodního rejstříku, že se Arriva Transport Česká republika a.s. stala jediným akcionářem ČSAD MHD Kladno a.s.. Na žádost Arrivy ze srpna 2016 akvizici posuzoval Úřad pro ochranu hospodářské soutěže. Podle jeho zjištění je počet firem, které se v této oblasti mohou ucházet o zakázky (v autobusové dopravě), značný, takže dospěl k závěru, že posuzované spojení soutěžitelů nezvýší jejich tržní sílu natolik, aby mělo za následek podstatné narušení hospodářské soutěže. Arriva získala zároveň i servisní firmu KD Servis. Cenu ani důvod prodeje společnosti nezveřejnily. Ředitel společnosti Ludomír Landa označil za výhodu, že hlavní činností nového majitele je doprava.
Ředitelem společnosti je již po mnoho let Ludomír Landa.

## Autobusová doprava
V současnosti provozuje
- 1 linku součástí MHD Praha - linka 214 (Bílá Hora - Sídliště Řepy - Sobín)
- 32 regionálních a příměstských linek zařazených do systému PID
  - linky: 300, 306, 307, 316, 322, 323, 324, 336, 340, 347, 350, 356, 358, 359, 365, 386, 409, 417, 429, 555, 600, 616, 618, 619, 621, 622, 624, 625, 627, 628, 630, 858
- 1 linku v kooperaci s dopravcem AKV bus - linka 617 (za ČSAD MHD Kladno zde jezdí v rámci subdodávky EXPRESCAR)
- 2 noční příměstské linky zařazené do systému PID - linka 954 a 957
- 14 linek MHD Kladno vyjmuté ze systému PID (částečná integrace) - linky 1-14

Městská autobusová doprava v Kladně se stala o 1. července 2000 zavedením čipových karet základem Kladenské integrované dopravy (KLID), která se v prosinci 2006 jako oblast „Kladensko“ stala jednou z prvních oblastí Středočeské integrované dopravy (SID).
První linkou ČSAD Kladno a.s. v rámci PID byla od 1. června 1996 linka č. 307 v trase Zličín – Úhonice (později byla prodloužena do Unhoště). Od 1. ledna 1997 provozoval novou linku 316 v trase Dejvická - Holubice. Dne 1. června (či 1. července) 1997 byla do PID začleněna oblast Roztok u Prahy, Úholiček, Okoře a přilehlých obcí, přičemž ČSAD Kladno získala linku 350 (zatímco linku 340 původně provozoval DPP a ČSAD Kladno ji převzala až od 23. května 1998); od 1. května 2005 přibyla i noční linka 604 v trase Vítězné náměstí - Roztoky, rozc. Žalov. Od 24. května 1998 byla zřízena linka 319 do oblasti Kněževse, Středokluk, Hostouně a Hostivice, která zpočátku nahrazovala i dosavadní dlouhodobou linku náhradní dopravy za vlaky Českých drah. Od 1. června 2002 do 12. prosince 2004 provozovala ČSAD Kladno linku 347 v trase Bílá Hora - Hostivice, Staré Litovice, od 13. prosince 2003 linku 336 Zličín - Hostivice, Ve vilkách, od 12. prosince 2004 linku číslo 306 v trase Zličín - Jeneč, Lidická, od 1. listopadu 2005 linku 457 v trase Chýně - Hostivice, Staré Litovice.. V prosinci roku 2024 proběhlo přerozdělení linek v systému PID po nových výběrových řízeních. ČSAD MHD Kladno získalo několik nových linek, avšak některé přebrali jiní dopravci. V rámci nových výběrových řízení prodal autobusy Scania Citywide Suburban LE 15M CNG, ale získal i několik autobusů od jiných dopravců:
- 6× SOR NB 18 od dopravců ARRIVA CITY a ARRIVA autobusy
- 5× Iveco Crossway LE LINE 12M od dopravce ARRIVA CITY
- 1× Irisbus Crossway LE 12M od dopravce ARRIVA STŘEDNÍ ČECHY

Od prosince 2024 zajišťují dopravci ABOUT ME, s.r.o., ABAS a EXPRESCAR pro ČSAD MHD Kladno tzv. "subdodávku". Dopravce ABOUT ME si pronajal dva autobusy ČSAD MHD Kladno a nasazuje své vlastní řidiče, dopravce ABAS využívá jak svoje autobusy, tak svoje řidiče a jezdí na lince 347 (Praha - Hostivice - Praha). EXPRESCAR zajišťuje subdodávku na lince 617 (Kladno - Roudnice n. L.) v podobě svých autobusů Iveco Crossway LE LINE 12M.
ABOUT ME, s.r.o. si pronajal tyto autobusy:
- Iveco Crossaway LE LINE 12M (ev. č. 8742) - linka 300
- SOR CNG 12.3 (ev. č. 8874) - linky 306, 307, 340 a 356

Poslední jmenovaný autobus byl v lednu 2025 nahrazen stejným typem ev.č. 8863.

## Vozový park
V současné době jsou v provozu následující typy vozidel:
| Typ                        | Modifikace a podtypy                                     | Dodávky v letech (zapůjčené od) | Počet provozních (k 9. 1. 2025) |
| Vlastněné vozy             | Vlastněné vozy                                           | Vlastněné vozy                  | Vlastněné vozy                  |
| -------------------------- | -------------------------------------------------------- | ------------------------------- | ------------------------------- |
| SOR EBN 11.1               | SOR EBN 11.1                                             | 2021                            | 2                               |
| SOR NS 12                  | SOR NS 12 electric                                       | 2024                            | 8                               |
| SOR NS 18                  | SOR NS 18 electric                                       | 2024                            | 8                               |
| Irisbus Magelys            | Irisbus Magelys PRO 12.2M                                | 2013                            | 1                               |
| Irisbus Crossway LE        | Irisbus Crossway 12M                                     | 2008-2024                       | 5                               |
| Iveco Crossway LE          | Iveco Crossway LE LINE 12M Iveco Crossway LE CITY 12M NP | 2018-2024 2019-2020             | 54 20                           |
| Iveco Magelys              | Iveco Magelys PRO 12.2M                                  | 2015                            | 1                               |
| Iveco Urbanway 12M         | Iveco Urbanway 12M CNG                                   | 2014-2019                       | 26                              |
| Scania Citywide LF         | Scania Citywide LF 12M CNG                               | 2020                            | 12                              |
| SOR CN 10.5                | SOR CNG 10.5                                             | 2012-2013                       | 2                               |
| SOR CN 12                  | SOR CNG 12                                               | 2019                            | 1                               |
| SOR CN 12.3                | SOR CNG 12.3                                             | 2015-2018                       | 16                              |
| SOR NB 12                  | SOR NBG 12                                               | 2017                            | 18                              |
| SOR NB 18                  | SOR NBG 18 SOR NB 18                                     | 2017-2020 2019-2024             | 20 13                           |
| SOR BN 10.5                | SOR BNG 10.5                                             | 2017                            | 1                               |
| Zapůjčené a testovací vozy |                                                          |                                 |                                 |
| SOR NS 12                  | SOR NS 12 electric                                       | 12/2024                         | 1                               |
| Celkem vozidel:            | Celkem vozidel:                                          | Celkem vozidel:                 | 209                             |